# 龍神社 (大阪狭山市)
龍神社（りゅうじんじゃ）は、大阪府大阪狭山市岩室の狭山池内にある神社。管理は狭山神社が行っている。
池中の祠の前には龍神淵（りゅうじんぶち）と呼ばれる直径27 m、深さ5 mのすり鉢状の大きな窪みがあり、そこにご神体が祀られていた。

## 祭神
祭神は下記のとおり
- 水波能売命（みずはのめのみこと）
- 天水分神（あめのみくまりのかみ）
- 国水分神（くにのみくまりのかみ）

## 龍神伝説
- 狭山池に住む雌の大蛇は粟ヶ池（富田林市）に住む雄大蛇に恋をした。狭山池の雌大蛇は雄大蛇が住む粟ヶ池へ毎晩通っていたが、通り道の田畑は荒れ、人や牛は吞み込まれる等被害が絶えず、皆困り果てた。村人は龍神を退治しようとも考えたが、祟りがあってはならないとして、雄大蛇を粟ヶ池から狭山池に迎え入れ、雌大蛇と結婚して一緒に暮らしてもらう事とした。狭山池に祠を建て、その後も祭祀を絶やさないことで、田畑が荒れることはなくなった[3]。
- 結婚後幾月日かたったある日、河合（松原市）に住む男の夢に美しい男女の若者が現れ、「自分たちは狭山池に住む大蛇で、池の祠で幸せに暮らしている。しかし池だけの生活は息苦しい。ここに私達の祠を建てて、広い大和川まで行けるようにしてほしい。」と話した。男は2人と約束したものの夢か幻かわからず迷っていたが、数日後に男が井戸から不思議なお金を見つけた。夢ではなかったと悟った男は、早速に祠を建てた[3]。
- 龍神夫婦は、池干し中は西除の滝つぼに移り、池の水がたまると池に戻っていた。西除を中心とする安政の大改修で滝つぼを埋める工事でけが人が続出し、龍神の祟りだと恐れられた。1858年（安政5年）に滝つぼの代わりとなる大きな淵を掘って祠を池中に祭った。これにより池干し中も龍神は淵の底にたまった水に住むことができるようになった[1]。

## 所在地
- 大阪府大阪狭山市岩室2439-1

## エピソード
- 大阪狭山市のマスコットキャラクター「さやりん」は、狭山池の龍神伝説と狭山池を取り巻く桜がモチーフ[4]。